# Ikara Colt
Gli Ikara Colt sono stati una punk-rock band formata da alcuni studenti dell'università di Guildhall, a Londra. La band si formò nel 1999 e si sciolse il 17 gennaio 2005. Tra le loro influenze le band Sonic Youth e The Fall.

## Formazione
- Claire Ingram - voce, chitarra
- Paul Resende - voce
- Dominic Young - batteria
- Jon Ball - basso (1999-2003)
- Tracy Bellaries - basso (2003-2005)

## Discografia

### Album studio
- 2002 - Chat and Business
- 2004 - Modern Apprentice

### EP
- 2002 - Basic Instructions

### Singoli
- 2001 - Sink Venice - #187 UK
- 2001 - One Note - #109 UK
- 2002 - Rudd - #72 UK
- 2003 - Live at the Astoria
- 2004 - Wanna Be That Way
- 2004 - Wake in the City - #55 UK
- 2004 - Modern Feeling - #61 UK